# Otto Blehr
Otto Albert Blehr, né le 17 février 1847 à Stange et mort le 13 juillet 1927 à Oslo, est un homme d'État norvégien.
Il est Premier ministre de Norvège entre 1902 et 1903, puis entre 1921 et 1923.